# The Friday Night Boys
The Friday Night Boys foi uma banda de pop punk de Fairfax, Virginia, Estados Unidos. A banda se formou em 2006, e era formada por Andrew Goldstein (vocal principal e guitarra), Robby Dallas Reider (baixo), Mike Toohey (guitarra e vocal) e Chris Barrett (bateria e vocal secundário).
O The Friday Night Boys lançou o EP The Sketch Process, em 2008, vendendo mais de 45.000 cópias. Em 10 de julho de 2008, a banda se apresentou no Total Request Live da MTV, em um bloco chamado "On Your Radar", que mostrava bandas sem contrato com gravadoras e com boa popularidade na internet. Eles também apareceram no site da MTV no "Pop-Punk Rookies of 2009".
A banda assinou contrato com a Fueled by Ramen em agosto de 2008 e lançou o EP That's What She Said. O primeiro álbum completo deles foi o Off the Deep End, que foi lançado em 9 de julho de 2009, cujo produtor foi Emanuel Kiriakou. A banda entrou em turnê no outono de 2009. A turnê se chamava Glamour Kills Tour, e nela, a banda abria shows para o All Time Low. Na turnê também participavam as bandas We the Kings e Hey Monday.
Uma versão acústica de seu single, Permanent Heartbreak, apareceu no álbum Take Action! Volume 9. A banda entrou novamente em turnê, The Once It Hits Your Lips Tour, patrocinada pela Adveent Clothing Company, no início de 2010. As bandas escolhidas para abrirem os shows foram a Anarbor, The Bigger Lights e The Ready Set.
A banda estava na turnê de primavera abrindo shows para a banda Cute Is What We Aim For, junto com as bandas The Bigger Lights e Down With Webster. A turnê teve inicio em 23 de abril de 2010. Em 8 de outubro de 2010, Andrew Goldstein anunciou o fim da banda pelo Tumblr do Fueled by Ramen. Na mensagem, Andrew falou sobre o futuro dos integrantes da banda. Chris Barrett vai lançar um material solo, Mike vai lançar um projeto chamado Time Travel, e o primeiro show é em 2 de novembro de 2010. Robby vai trabalhar no congresso. Andrew não tem projetos em mente mas está compondo músicas para outros artistas.

## Discografia
| EP                               | Data de lançamento    |
| -------------------------------- | --------------------- |
| So Friday Night, So Friday Tight | 2007                  |
| The Sketch Process               | 2008                  |
| That's What She Said             | 14 de outubro de 2008 |

| Álbum            | Data de Lançamento | Posição na Billboard 200 |
| ---------------- | ------------------ | ------------------------ |
| Off the Deep End | 9 de Junho de 2009 | #198                     |